# Placówka Straży Granicznej II linii „Lipienice”
Placówka Straży Granicznej II linii „Lipienice” – jednostka organizacyjna Straży Granicznej pełniąca służbę ochronną na granicy państwowej w latach 1930–1939.

## Formowanie i zmiany organizacyjne
Na bazie podkomisariatu z komisariatu Straży Granicznej „Brzeźno” zorganizowano w składzie Inspektoratu Granicznego nr 6 „Kościerzyna” komisariat Straży Granicznej „Borzyszkowy”. Rozkazem nr 12 z 10 stycznia 1930 roku w sprawie reorganizacji Pomorskiego Inspektoratu Okręgowego dowódca Straży Granicznej płk Jan Jur-Gorzechowski ustalił organizację komisariatu „Bokrzyszkowy”. Placówki II linii „Bokrzyszkowy” znaalzła się w jego składzie.
Rozkazem nr 2 z 30 listopada 1937 roku w sprawach [...] przeniesienia siedzib i likwidacji jednostek, komendant Straży Granicznej płk Jan Gorzechowski przeniósł siedzibę komisariatu i placówki II linii „Bokrzyszkowy” do Lipienic.